# العلاقات البريطانية الإسرائيلية

العلاقات البريطانية الإسرائيلية هي العلاقات الثنائية التي تجمع بين المملكة المتحدة وإسرائيل. تقع السفارة البريطانية لدى إسرائيل في تل أبيب، ولدى المملكة المتحدة قنصل فخري في إيلات وقنصلية عامة غير معتمدة في القدس، والتي تمثل المملكة المتحدة في تلك المدينة والأراضي الفلسطينية. لدى إسرائيل ثلاثة مكاتب تمثيلية في المملكة المتحدة: سفارة تقع في لندن[ وقنصليات في كارديف وجلاسكو. وفي عام 2023 كان تجاوز حجم التجارة 6.1 مليار جنيه إسترليني.

## نبذة تاريخية

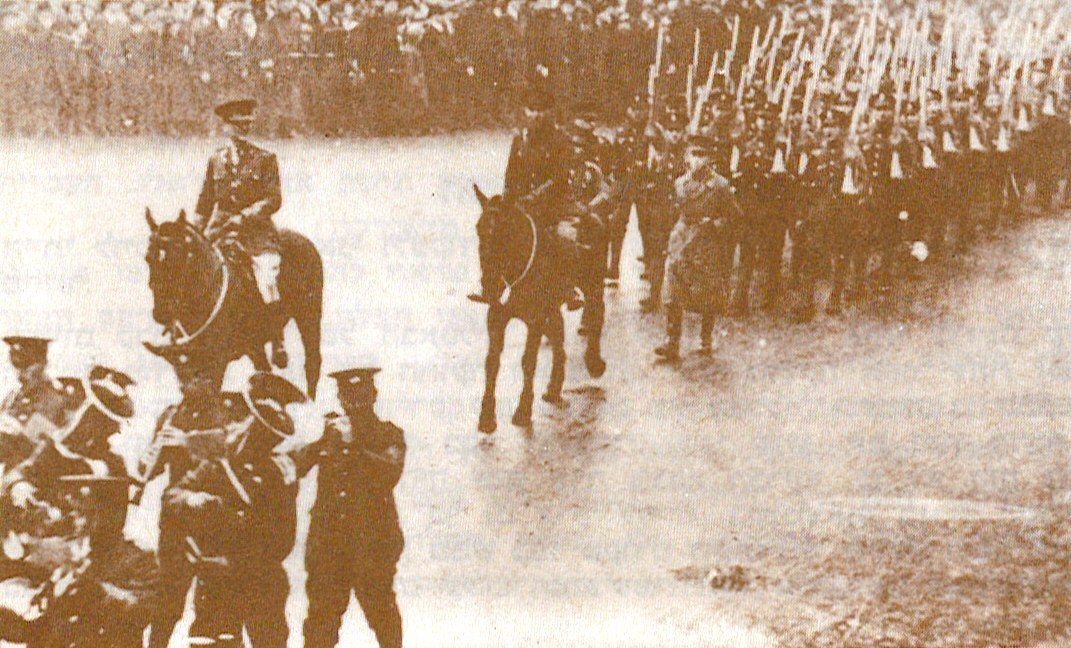
الكتيبة 38 من الفيلق اليهودي تسير في لندن عام 1918

استولت بريطانيا على فلسطين من الدولة العثمانية خلال حملة سيناء وفلسطين في الحرب العالمية الأولى. تطوّر تعاون وثيق بين بريطانيا واليشوف، وهو المجتمع اليهودي الناشئ في فلسطين قبل تشكّل دولة إسرائيل، خلال هذه الفترة عندما تلقّت بريطانيا معلومات استخبارية من شبكة التجسس اليهودية نيلي التي ساعدت القوات البريطانية في احتلال فلسطين. بالإضافة إلى ذلك، خدم أكثر من 5 آلاف يهودي من دول مختلفة في الفيلق اليهودي للجيش البريطاني الذي قاتل في جاليبولي وفي حملة فلسطين، مع أن بعض اليهود الفلسطينيين خدموا أيضًا في الجيش العثماني. في عام 1917، أصدرت بريطانيا وعد بلفور المؤيد للصهيونية الذي دعا إلى تأسيس وطن قومي للشعب اليهودي في فلسطين. بعد ستة أسابيع، أنهت القوات البريطانية حملة فلسطين، وطردت الجيش العثماني من القدس بقيادة الجنرال ألنبي. سيطر البريطانيون عندئذ على فلسطين. جُدّد المشروع الصهيوني تحت الحكم العسكري البريطاني. في عام 1920، فرضت بريطانيا سلطتها بموجب الانتداب على فلسطين الذي منحته عصبة الأمم، والذي أُكِّد في اتفاقية سان ريمو عام 1922. عُيّن مندوب سامٍ بتعليمات للسماح لليهود ببناء وطنهم القومي، وأمضى 31 عامًا وهو مسؤول عن الانتداب البريطاني على فلسطين بموجب تفويض من عصبة الأمم امتد أصلًا إلى ضفّتي نهر الأردن، مع أن البريطانيين فصلوا شرق الأردن عن فلسطين.
في عام 1937، قدمت لجنة بيل مخططًا لدولة يهودية ودولة عربية. بعد رفض هذا المخطط، اغتيل مفوض المنطقة البريطانية للجليل لويس يلارد أندروز على يد مسلحين عرب في الناصرة. في عام 1939، أعلنت بريطانيا الورقة البيضاء لعام 1939، التي فرضت قيودًا كبيرة على الهجرة اليهودية وشراء الأراضي، ودعت إلى دولة موحدة واحدة في فلسطين انخرطت بشكل كبير مع اليشوف.
باقتراب نهاية الحرب العالمية الثانية، واجه البريطانيون تمردًا يهوديًا متزايدًا في فلسطين. اقتنعت الحكومة البريطانية بعد فشل الجيش في قمع المتمردين بأن فلسطين قضية خاسرة، واتخذت مباشرة قرارها في الانسحاب من الأراضي. في فبراير عام 1947، أعلنت الحكومة البريطانية -بعد أن قررت مسبقًا الانسحاب من الهند- أنها ستعيد التفويض إلى عصبة الأمم. تم التخلي عن الانتداب البريطاني وأُكّد تأسيس دولة إسرائيل بقرار من الجمعية العامة للأمم المتحدة. استمر الصراع مع المتمردين حتى غادر آخر جندي بريطاني فلسطين؛ في نهاية أبريل عام 1948، خاضت القوات البريطانية معركة صغيرة ضد الميليشيات الصهيونية بالقرب من يافا، حيث منعت مؤقتًا استيلاء اليهود على المدينة، بينما فشلت في طرد المليشيات من المنشية.
طوال الحرب العربية الإسرائيلية عام 1948، كانت العلاقات البريطانية الإسرائيلية عدائية بشكل قاطع، إلى حدٍّ جعل البلدين على شفا هاوية من الحرب. توقّعت بريطانيا، التي كان لديها قوات عسكرية في مصر وشرق الأردن واتفاقيات دفاع مع البلدين، تدخلًا عسكريًا محتملًا بالنيابة عنها. في بداية الحرب، تعرّضت قاعدة لسلاح الجو الملكي في عمان لقصف خلال غارة إسرائيلية على المدينة. هدّد البريطانيون بمهاجمة سلاح الجو الإسرائيلي إن تكرّر مثل هذا الهجوم. خلال المعارك في سيناء، نفّذ سلاح الجو الملكي مهام استطلاعية شبه يومية فوق إسرائيل وسيناء. أقلعت طائرات الاستطلاع التابعة لسلاح الجو الملكي البريطاني من القواعد الجوية المصرية وحلّقت أحيانًا إلى جانب طائرات القوات الجوية المصرية الملكية، وكثيرًا ما طارت الطائرات البريطانية عالية التحليق فوق حيفا وقاعدة رمات ديفيد الجوية. خطّطت الحكومة البريطانية لشنّ عملية عسكرية ضد إسرائيل حملت الاسم الرمزي «عملية كلاتر» في حال وقوع غزو إسرائيلي على مصر، ونُشرت الطائرات لاكتشاف مدى قوة سلاح الجو الإسرائيلي وتحديد مواقع قواعده الأمامية. في 20 نوفمبر عام 1948، أسقطت المقاتلة بّي 51 موستانغ التابعة لسلاح الجو الإسرائيلي طائرة استطلاع ملتقِطة للصور غير مسلحة تابعة لسلاح الجو الملكي من طراز دي هافيلاند موسكيتو. في 7 يناير عام 1949، حلقت أربع طائرات بريطانية من طراز سبتفاير إف آر 18 فوق موكب إسرائيلي هاجمته خمس طائرات مصرية من طراز سبتفاير قبل خمس عشرة دقيقة. خوفًا من هجوم وشيك، فتحت القوات البرية الإسرائيلية النار على طائرات السبتفاير البريطانية، وأسقطت واحدة برشاش مثبّت على دبابة. أسقطت الطائرات الإسرائيلية بعد ذلك طائرات السبتفاير الثلاث الباقية، وقُتل طيّاران. نُقل اثنان من الطيارين الناجين إلى تل أبيب واستُجوبا، ثم أُطلق سراحهما في ما بعد. سحب الإسرائيليون حطام الطائرات البريطانية إلى الأراضي الإسرائيلية، لكنهم أخفقوا في إخفائها قبل أن تصوّرها طائرات الاستطلاع البريطانية. وردًا على ذلك، جهّز سلاح الجو الملكي طائراته لقصف المطارات الإسرائيلية، ووُضعت القوات البريطانية في الشرق الأوسط في حالة تأهب قصوى مع إلغاء جميع الإجازات، ونُصح المواطنون البريطانيون بمغادرة إسرائيل. أيقن الإسرائيليون أن البريطانيين لن يسكتوا على خسارة خمس طائرات وطيارين دون انتقام، لذلك صمّموا على صد أي ضربة جوية انتقامية، واستعدوا للدفاع عن قواعدهم الجوية. ومع ذلك، تحدّى القادة البريطانيون ضغوط الأسراب المتورطة في الحوادث، ورفضوا التصريح بأي ضربات. انسحبت القوات الإسرائيلية في أعقاب إنذار بريطاني لإخلاء سيناء. وهكذا، تم تفادي اندلاع حرب بين إسرائيل والمملكة المتحدة. اعترفت المملكة المتحدة بإسرائيل بحكم الواقع في 13 مايو عام 1949، وبحكم القانون في 28 أبريل عام 1950. في أعقاب الحرب، عملت إسرائيل -بالتعاون مع فرنسا- بنجاح على معارضة الخطط البريطانية العراقية للسيطرة العراقية على سوريا.
في عام 1956، أمّمت مصر قناة السويس وأغلقت مضيق تيران في وجه السفن المتجهة إلى إسرائيل، في حين شجّعت الهجماتِ الإرهابية العنيفة على إسرائيل عبر غزة التي تسيطر عليها مصر. قررت بريطانيا وفرنسا تأمين قناة السويس بالقوة. رغم أن إسرائيل كانت لديها مشاكلها الخاصة مع مصر وأرادت مهاجمتها، كانت بريطانيا مترددة بشأن القتال إلى جانب الإسرائيليين، خشية أن يؤدي رد الفعل في العالم العربي إلى تهديد حلفاء لندن المقربين في بغداد وعمان. في النهاية، أدرجت حكومة أنطوني إيدن إسرائيل على مضض في خطط الحرب، بسبب الضغط الفرنسي والحاجة إلى حليف محلي. في نوفمبر عام 1956، هاجمت إسرائيل مصر، واستولت بريطانيا وفرنسا على معظم قناة السويس قبل أن تتدخل روسيا والولايات المتحدة ماليًا ودبلوماسيًا وتجبرهما على وقف تقدمهما. كانت العلاقات البريطانية الإسرائيلية عند هذه النقطة في أفضل حالاتها.
خلال خمسينيات القرن العشرين وستينياته، كان يُنظر إلى المملكة المتحدة على أنها مؤيدة للعرب، وتحافظ على علاقات وثيقة مع الأردن ودول الخليج. ومع ذلك، صوّتت المملكة المتحدة في عام 1975 ضد قرار الأمم المتحدة بأن «الصهيونية عنصرية».
توترت العلاقات الإسرائيلية البريطانية في الثمانينيات. في أثناء حرب لبنان عام 1982، فرضت بريطانيا حظرًا على الأسلحة على إسرائيل، والذي لم يتم رفعه حتى عام 1994. يُزعم أن إسرائيل زوّدت الأرجنتين بالأسلحة خلال حرب فوكلاند عام 1982.
وقعت أيضًا حادثتان دبلوماسيتان خلال الثمانينيات شملتا عمليات نفّذها الموساد (الاستخبارات الإسرائيلية)، في عام 1986، عُثر على حقيبة تحتوي على ثمانية جوازات سفر بريطانية مزورة في كشك هاتف في ألمانيا الغربية. كانت جوازات السفر من صنع الموساد، وكانت معدَّة للسفارة الإسرائيلية في لندن لاستخدامها في العمليات السرية. استشاطت الحكومة البريطانية غضبًا وطالبت إسرائيل بقطع وعد بعدم تزوير جوازات سفرها مرة أخرى، وهذا ما حصلت عليه. في عام 1988، طُرد دبلوماسيان إسرائيليان من محطة الموساد في السفارة الإسرائيلية في لندن وأُغلقت المحطة بعد أن اكتُشف أن فلسطينيًا يعيش في لندن اسمه إسماعيل صوان قد جُنِّد عميلًا مزدوجًا للتسلل إلى منظمة التحرير الفلسطينية.
تحسّنت العلاقات بشكل ملحوظ في العقدين الأول والثاني من القرن الحادي والعشرين. في يونيو عام 2019، نفّذ سلاح الجو الملكي وسلاح الجو الإسرائيلي أول مناورة مشتركة على الإطلاق. في ديسمبر 2020، وقعت الدولتان اتفاقية تعاون عسكري، والتفاصيل المهمة للاتفاقية سرية.

## العلاقات الدبلوماسية

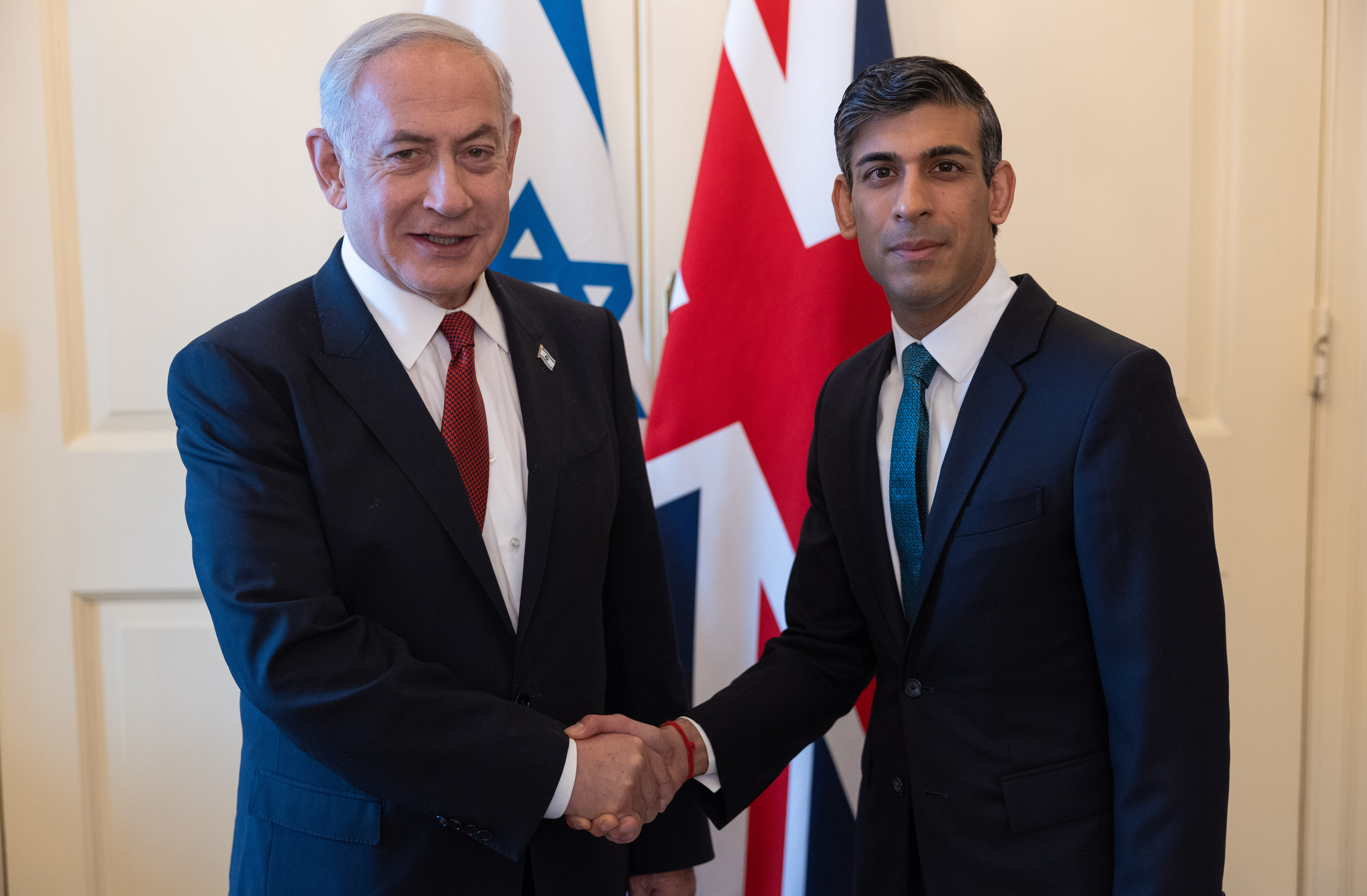
رئيس الوزراء الإسرائيلي بنيامين نتنياهو مع رئيس الوزراء البريطاني ريشي سوناك في لندن، 24 مارس 2023

امتنعت المملكة المتحدة عن التصويت في الجمعية العامة للأمم المتحدة في نوفمبر 1947 على خطة تقسيم فلسطين، والتي تضمنت اقتراحًا بإنشاء دولة يهودية في جزء من أراضي الانتداب البريطاني. أعلنت إسرائيل استقلالها في 14 مايو 1948، بعد انتهاء الانتداب البريطاني، وتقدمت على الفور بطلب عضوية الأمم المتحدة. في تصويت مجلس الأمن التابع للأمم المتحدة على عضوية إسرائيل في 17 ديسمبر 1948، امتنعت المملكة المتحدة عن التصويت. تم التصويت على الطلب المتجدد في 4 مارس 1949، في قرار مجلس الأمن التابع للأمم المتحدة رقم 69 ، حيث امتنعت المملكة المتحدة مرة أخرى عن التصويت، متجنبة حق النقض الذي كان سيعنيه التصويت السلبي، وفي 11 مايو 1949 امتنعت المملكة المتحدة أيضًا عن التصويت في الجمعية العامة للأمم المتحدة على قرار الجمعية العامة للأمم المتحدة رقم 273 . ومع ذلك، اعترفت المملكة المتحدة بإسرائيل بحكم الأمر الواقع في 29 يناير 1949، وسائت العلاقات بين إسرائيل والمملكة المتحدة في 2025 مايو بعد اختراق وقف إطلاق نار خرقته إسرائيل 

## مقارنة بين البلدين
هذه مقارنة عامة ومرجعية للدولتين:
| وجه المقارنة                                              | المملكة المتحدة                 | إسرائيل                                                             |
| --------------------------------------------------------- | ------------------------------- | ------------------------------------------------------------------- |
| المساحة (كم2)                                             | 242.50 ألف                      | 20.77 ألف                                                           |
| عدد السكان (نسمة)                                         | 66.02 مليون                     | 8.89 مليون                                                          |
| الكثافة السكانية (ن./كم²)                                 | 272.25                          | 428.02                                                              |
| العاصمة                                                   | لندن                            | القدس                                                               |
| اللغة الرسمية                                             | لغة إنجليزية، اللغة الويلزية    | اللغة العبرية، اللغة العربية                                        |
| العملة                                                    | جنيه إسترليني                   | شيكل إسرائيلي جديد، شيكل إسرائيلي قديم، جنيه فلسطيني، جنيه إسرائيلي |
| الناتج المحلي الإجمالي (بليون دولار)                      | 2.62 تريليون                    | 350.85 مليار                                                        |
| الناتج المحلي الإجمالي (تعادل القوة الشرائية) بليون دولار | 2.72 تريليون                    | 306.51 مليار                                                        |
| الناتج المحلي الإجمالي الاسمي للفرد دولار أمريكي          | 43.88 ألف                       | 35.73 ألف                                                           |
| الناتج المحلي الإجمالي للفرد دولار أمريكي                 | 40.23 ألف                       | 36.58 ألف                                                           |
| مؤشر التنمية البشرية                                      | 0.907                           | 0.899                                                               |
| رمز المكالمات الدولي                                      | +44                             | +972                                                                |
| رمز الإنترنت                                              | .uk، .gb                        | .il                                                                 |
| المنطقة الزمنية                                           | توقيت غرينيتش، توقيت غرب أوروبا | توقيت إسرائيل، Israel Summer Time ‏                                  |

## مدن متوأمة
في ما يلي قائمة باتفاقيات التوأمة بين مدن بريطانية وإسرائيلية:
- ترتبط نيوكاسل أبون تاين مع حيفا باتفاقية توأمة منذ 2003.[39][39]
- ترتبط بورنموث مع نتانيا باتفاقية توأمة.
- ترتبط حي هكني في لندن مع حيفا باتفاقية توأمة.
- ترتبط مانشستر مع رحوفوت باتفاقية توأمة منذ 1983.
- ترتبط بورتسموث مع حيفا باتفاقية توأمة منذ 1950.
- ترتبط منطقة بارنت في لندن مع رمات غان باتفاقية توأمة.[40]

## منظمات دولية مشتركة
يشترك البلدان في عضوية مجموعة من المنظمات الدولية، منها:
| علم المنظمة | اسم المنظمة                               | تاريخ انضمام المملكة المتحدة | تاريخ انضمام إسرائيل |
| ----------- | ----------------------------------------- | ---------------------------- | -------------------- |
|             | مؤسسة التنمية الدولية                     | 24 سبتمبر 1960               | 22 ديسمبر 1960       |
|             | منظمة التعاون الاقتصادي والتنمية          | 2 مايو 1961                  | 7 سبتمبر 2010        |
|             | الأمم المتحدة                             | 24 أكتوبر 1945               | 11 مايو 1949         |
|             | منظمة التجارة العالمية                    | 1995                         | 21 أبريل 1995        |
|             | منظمة الشرطة الجنائية الدولية             | ?                            | ?                    |
|             | المركز الدولي لتسوية المنازعات الاستشارية | 18 يناير 1967                | 22 يوليو 1983        |
|             | الاتحاد الدولي للاتصالات                  | 24 فبراير 1871               | 24 يونيو 1948        |
|             | الفريق المعني برصد الأرض                  | ?                            | ?                    |
|             | البنك الدولي للإنشاء والتعمير             | 27 ديسمبر 1945               | 12 يوليو 1954        |
|             | الاتحاد البريدي العالمي                   | ?                            | ?                    |
|             | مؤسسة التمويل الدولية                     | 20 يوليو 1956                | 26 سبتمبر 1956       |
|             | وكالة ضمان الاستثمار متعدد الأطراف        | 12 أبريل 1988                | 21 مايو 1992         |
|             | يونسكو                                    | 4 نوفمبر 1946                | 16 سبتمبر 1949       |

## أعلام
هذه قائمة لبعض الشخصيات التي تربطها علاقات بالبلدين:
- أيدو غولدبرغ (5 أغسطس 1975[48] – )
- جيميما كيرك (26 أبريل 1985 – )
- ديفيد كمحي (دبلوماسي إسرائيلي، 14 فبراير 1928 – 8 مارس 2010[49])
- ستيفن جيمس (لاعب كرة قدم بريطاني، 4 ديسمبر 1990 – )
- صامويل حايك (1953 – )
- كين بورغس (26 نوفمبر 1944 – )
- ناعومي حزان (سياسية إسرائيلية، 18 نوفمبر 1946[50] – )

## انظر ايضا
قائمة سفراء إسرائيل لدى المملكة المتحدة

## وصلات خارجية
- موقع وزارة الخارجية البريطانية
- موقع وزارة الخارجية الإسرائيلية